# Michael Wedekind
Michael Wedekind (* 17. März 1941 in Berlin) ist ein deutscher Theaterregisseur.

## Leben
Michael Wedekind ist der Sohn des Regisseurs und Intendanten Hermann Wedekind und der Schauspielerin Margarete „Grete“ Schaun (1911–2007). Sein Onkel Werner Wedekind († 1999) war ebenfalls als Theaterintendant tätig. Seine Schwester war die Schauspielerin Claudia Wedekind und sein Schwager der Schauspieler Hansjörg Felmy.
Er absolvierte im Jahr 1961 seine Matura in Basel. Danach war er bis 1964 als Regieassistent unter Heinz Hilpert am Deutschen Theater Göttingen tätig. Wedekind inszenierte im Laufe seiner Karriere als Regisseur und Oberspielleiter (in Heidelberg) zahlreiche Theaterstücke, Musicals, Opern und Varieté-Shows, so unter anderem auch am Hessischen Staatstheater Wiesbaden, an der Landesbühne Hannover, am Staatstheater Mainz, am Staatstheater Darmstadt, am Theater am Kurfürstendamm oder an den Bühnen Bern.
Aus seiner Ehe mit der Schauspielerin Angelika Wedekind stammt seine Tochter, die Schauspielerin Viola Wedekind.